# Кольб, Дитер
Ди́тер Кольб (нем. Dieter Kolb; род. 1967) — немецкий кёрлингист, тренер по кёрлингу, спортивный функционер.
В составе мужской сборной ФРГ участник чемпионата мира 1988 (заняли шестое место); также участвовал в демонстрационном турнире по кёрлингу на зимних Олимпийских играх 1988, где команда ФРГ заняла седьмое место. В составе юниорской мужской сборной ФРГ участник чемпионата мира 1986 (заняли четвёртое место).
Как тренер мужской сборной Германии участвовал в чемпионате Европы 2000, как тренер женской сборной Германии — в Зимних Олимпийских играх 2002.
В 2004—2015 был президентом Ассоциации кёрлинга Германии (нем. Deutscher Curling Verband, DCV), в 2000—2006 — вице-президентом Европейской федерации кёрлинга.

## Достижения
- Чемпионат Германии по кёрлингу среди мужчин: бронза (1992).[7]

## Команды
| Сезон   | Четвёртый   | Третий            | Второй          | Первый         | Запасной                                | Турниры                   |
| ------- | ----------- | ----------------- | --------------- | -------------- | --------------------------------------- | ------------------------- |
| 1985—86 | Дитер Кольб | Oliver Schob      | George Geiger   | Oliver Kosbadt |                                         | ЧМЮ 1986 (4 место)        |
| 1987—88 | Райнер Шёпп | Дитер Кольб       | Норберт Петраш  | Райнхард Эрнст |                                         | ЧМ 1988 (6 место)         |
| 1987—88 | Анди Капп   | Флориан Цёргибель | Кристофер Хубер | Михаэль Шеффер | Дитер Кольб тренер: Родгер Густаф Шмидт | ЗОИ 1988 (демо) (7 место) |
| 1991—92 | Дитер Кольб | ?                 | ?               | ?              |                                         | ЧГМ 1992                  |

(скипы выделены полужирным шрифтом)

## Результаты как тренера национальных сборных
| Год  | Турнир                            | Сборная            | Место |
| ---- | --------------------------------- | ------------------ | ----- |
| 2000 | Чемпионат Европы по кёрлингу 2000 | Германия (мужчины) | 6     |
| 2002 | Зимние Олимпийские игры 2002      | Германия (женщины) | 5     |